# Panagiōtīs Katsiaros
Panagiōtīs Katsiaros (in greco: Παναγιώτης Κατσιαρός; Salonicco, 8 luglio 1978) è un ex calciatore greco, di ruolo difensore.

## Carriera
Ha giocato nella prima divisione greca.

## Palmarès

### Club

#### Competizioni nazionali
- Coppa di Grecia: 1

Larissa: 2006-2007